# Bavia sonsorol
Bavia sonsorol là một loài nhện trong họ Salticidae.
Loài này thuộc chi Bavia. Bavia sonsorol được Berry, Joseph A miêu tả năm 1997. Beatty & Jerzy Prószyński.